# Power on Wheels
Power on Wheels war ein britischer Hersteller von Automobilen.

## Unternehmensgeschichte
A. Harrington (je nach Quelle Adrian oder Aidan), der zuvor bei Connaught Cars tätig war, und Roy King gründeten 1969 das Unternehmen in Send und begannen mit der Produktion von Automobilen. Die Markennamen lauteten Harrington & King’s sowie Manta. Im September 1971 endete die Produktion. Insgesamt entstanden mehr als 50 Exemplare. C & D Automarine war an der Produktion beteiligt.

## Fahrzeuge

### Markenname Harrington & King’s
Das einzige Modell war der Sports Buggy. Dieser VW-Buggy stand von 1969 bis 1970 im Angebot. Er ähnelte dem Buggy von GP. Hiervon  entstanden insgesamt 15 Exemplare.

### Markenname Manta
Einziges Modell war der Manta Ray. Dieser Buggy von 1969 basierte auf einem gekürzten Fahrgestell vom VW Käfer. Von der ersten Ausführung entstanden in acht Monaten 40 Exemplare. Die zweite Ausführung erschien im August 1970 und verkaufte sich noch besser. 1971 stellte Power on Wheels die Produktion ein, die JB Developments ab 1972 fortsetzte.